# محمد علي محسن الأحول
محمد علي محسن الأحول (12 ديسمبر 1950 - 13 ديسمبر 2013) دبلوماسي يمني ومصرفي كان محافظ البنك المركزي اليمني (1985-1995).

## حياته وتعليمه
ولد الأحول في مديرية بيحان، في 12 ديسمبر 1950.
وكان من قبيلة بمديرية عين شبوة. تخرج من جامعة عين شمس بشهادة بكالوريوس في التجارة والاقتصاد، وحصل على شهادة من صندوق النقد الدولي في واشنطن.